# Fritzlfallet

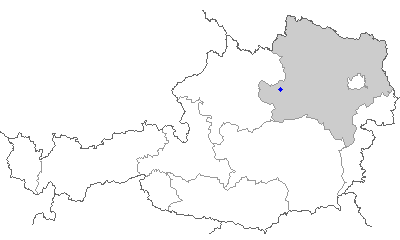
Staden Amstetten i Niederösterreich.

Fritzlfallet var ett rättsfall i Österrike. I april 2008 uppgav Elisabeth Fritzl, en österrikisk kvinna född 1966, att hon hade fängslats, utnyttjats sexuellt och misshandlats av sin far, Josef Fritzl född 1935, mellan 1984 och 2008.
Den österrikiska polisen uppger att fadern höll henne i en ljudisolerad källare under familjens hus och trädgård på Ybbsstraße 40, i staden Amstetten i Niederösterreich under 24 år, där hon födde totalt sju barn, med sin egen far som barnafader. Tre av barnen fick tillbringa sitt liv nere i källaren med sin mor, dottern Kerstin (född 1989) och sönerna Stefan (född 1990) och Felix (född 2002). Ett barn dog som spädbarn. De tre andra barnen; Lisa (född 1992), Monika (född 1994) och Alexander (född 1996) blev adopterade av Josef och hans fru Rosemarie och fick ett socialt liv. Barnen som blev adopterade levde i samma hus som Josef.
Fallet avslöjades i samband med att äldsta dottern Kerstin i livshotande tillstånd fördes till sjukhus av Josef Fritzl den 19 april 2008. Hon hade då tillbringat hela sitt liv i källaren. På sjukhusets inrådan efterlystes Kerstins mor Elisabeth för att få hjälp med diagnosen av dottern. Den 21 april åkte polisen hem till Josef och Rosemarie Fritzls hem för att ta DNA-prov på alla familjemedlemmar för att underlätta spårandet av Kerstins pappa. Alla utom Josef Fritzl lämnade DNA-prov vilket gjorde polisen misstänksamma. Samma dag vädjade en läkare i tv att Kerstins mor skulle ge sig till känna. Den 25 april frigavs Elisabeth och hennes tre barn från källaren. Josef Fritzl förklarade för sin hustru att Elizabeth självmant valt att komma hem. Under ett besök hos Kerstin på sjukhuset hämtades Elisabeth av polisen och hon började berätta vad hon utsatts för. Den 27 april greps Josef Fritzl, källarrummet upptäcktes och alla barn togs om hand och fick psykologhjälp.
En stor del av familjen har tvingats vistas på mentalsjukhus för vård. År 2010 angavs familjen leva på hemlig ort i Österrike i ett hus som står under konstant bevakning, bland annat för att undvika förföljelse av paparazzi.
Josef Fritzl dömdes den 19 mars 2009 till livstids fängelse för mord, slaveri, incest, olaga frihetsberövande, våldtäkt och olaga hot.
Den 25 januari 2024 meddelades att en domstol beslutat om att flytta Fritzl från den rättspsykiatriska anstalt där han vistats till ett vanligt fängelse. Fritzl (född 1935) angavs vara dement och inte längre utgöra en fara för samhället. Flytten till vanligt fängelse genomfördes den 14 maj 2024.

## Viktiga händelser
| Datum           | Händelse |
| --------------- | --- |
| 28 augusti 1984 | Elisabeth Fritzl fängslades i familjens källare av sin far Josef Fritzl. Han tvingade henne att skriva ett brev i vilket hon berättade att hon flytt till en religiös sekt och att man inte skulle leta efter henne. |
| 1989            | Det första barnet, Kerstin, föddes. Hon levde sedan i källaren fram till 2008. |
| 1990            | Stefan föddes. Även han fick stanna i källaren till år 2008. |
| 1992            | Lisa föddes. I maj 1993, när hon var nio månader gammal, hittades hon i en kartong utanför familjens hus, tillsammans med en lapp som påstods vara från Elisabeth, där hon förklarade att hon behövde hjälp med att ta hand om barnet. |
| December 1994   | Det fjärde barnet, tio månader gamla Monika, hittades i en barnvagn utanför huset. Kort därefter fick Elisabeths mor Rosemarie ett samtal, som till synes var från Elisabeth. Personen som ringde bad Rosemarie att ta hand om barnet. Det finns spekulationer om att Josef Fritzl har använt inspelningar av Elisabeths röst för att förfalska samtalet. Rosemarie anmälde händelsen till polisen, i och med sin förvåning över att Elisabeth visste om deras nya och skyddade telefonnummer. |
| Maj 1996        | Elisabeth födde tvillingar. En av dem dog efter tre dagar och Josef uppges ha tagit kroppen från källaren och kremerat den. Tvillingen som överlevde, Alexander, fördes upp till övervåningen när han var 15 månader gammal. Han upptäcktes under liknande omständigheter som sina två systrar. |
| December 2002   | Felix föddes. Enligt ett uttalande från Josef lämnade han Felix i källaren tillsammans med Elisabeth och hennes två äldsta barn, eftersom hans fru inte hade möjlighet att ha hand om ännu ett barn. |
| 19 april 2008   | Josef såg till att den kritiskt sjuka 19-åriga Kerstin skulle få besöka ett lokalt sjukhus. |
| 26 april 2008   | Under kvällen släppte Josef Fritzl Elisabeth från källaren tillsammans med hennes söner Stefan och Felix. Josef berättade för sin fru att Elisabeth hade bestämt sig för att komma hem igen efter 24 år. Senare samma kväll, efter ett anonymt tips under ett besök på sjukhuset, togs Josef och Elisabeth i förvar av polisen där hon berättade om sin långa fångenskap. |
| 16 mars 2009    | Rättegången inleddes och Josef Fritzl förklarade sig skyldig till fyra av de sex åtalspunkterna, incest, våldtäkt, tvång och frihetsberövande, men inte till mord och slaveri. |
| 18 mars 2009    | Josef Fritzl förklarade sig skyldig till samtliga åtalspunkter efter Elizabeth Fritzls vittnesmål. |
| 19 mars 2009    | Josef Fritzl befanns skyldig till alla åtalspunkter av en enig jury. Han dömdes till livstid i specialfängelse med rättspsykiatrisk vård. |
| 25 januari 2024 | En domstol beslutade om flytt av Fritzl från rättspsykiatrisk anstalt till vanligt fängelse. |
| 14 maj 2024     | Flytten till vanligt fängelse genomfördes. |